# Florence Hervé
Florence Hervé, née le 17 avril 1944 à Boulogne-Billancourt, est une journaliste, historienne et féministe franco-allemande.

## Biographie
Florence Hervé a grandi en banlieue parisienne à Ville-d'Avray. Après des études de littérature allemande  à Bonn, Heidelberg et Paris, elle travaille comme journaliste indépendante (entre autres pour Réforme, Allemagnes d'aujourd'hui, Deutsche Volkszeitung, Frankfurter Rundschau, junge Welt. Elle est aussi chargée de cours en histoire sociale aux Universités de Marbourg, Münster et Duisburg, et dans l'université populaire de Düsseldorf.
Elle est active dans nombre d'associations et d'initiatives féministes, l'une des fondatrices de l'initiative des femmes démocratiques Demokratische Fraueninitiative (de) qui comptait plus de 100 antennes dans les années 1980. Elle est plus particulièrement connue en tant qu'éditrice associée d'un agenda pour les femmes édité annuellement depuis 1979 (Wir Frauen). Depuis 1975 elle s'engage dans le mouvement européen et international des femmes, et de 1994 à 2002 dans la direction de la Fédération Démocratique Internationale des Femmes, de 1996 à 2004 dans le mouvement réclamant la liberté pour Leyla Zana.
En 2014 l'Ordre du Mérite de la République fédérale d'Allemagne doit lui être remis entre autres pour son engagement pour les femmes, mais elle le refuse en évoquant son désaccord avec la politique gouvernementale face au nazisme, au racisme et aux problèmes sociaux. 
Son activité d'écrivaine a pour thème majeurs l'histoire du féminisme en Allemagne et en France, ainsi que le nazisme et la résistance. Elle est l'auteure de lexiques, de biographies et de beaux livres

## Publications
- Studentinnen in der BRD. Eine soziologische Untersuchung (Kleine Bibliothek. Band 33). Pahl-Rugenstein, Köln 1973,  (ISBN 3-7609-0079-8).
- mit Marianne Konze: Frauen kontra Männer, Sackgasse oder Ausweg? (Marxismus aktuell. Band 110). Marxistische Blätter, Frankfurt am Main 1977,  (ISBN 3-88012-484-1).
- mit Renate Wisbar: Leben, frei und in Frieden. Frauen gegen Faschismus und Krieg. Röderberg, Frankfurt am Main 1981,  (ISBN 3-87682-741-8).
- mit Ingeborg Nödinger: Lexikon der Rebellinnen. Von A–Z. Econ List, München 1999,  (ISBN 3-612-26657-8) (EA Dortmund 1996).
- „Wir fühlten uns frei“. Deutsche und französische Frauen im Widerstand. Klartext, Essen 1997,  (ISBN 3-88474-536-0).
- avec Brigitte Mantilleri: Suisse. Histoires et visages de femmes, éditions Cabédita, Morges 2004,  (ISBN 2-88295-411-5)
- Bretagne. Nouvelles et visages des femmes. COOP, Spézet 1998,  (ISBN 2-84346-057-3).
- mit Rainer Höltschl: Absolute Simone de Beauvoir. Mit einem biogr. Essay. Orange Press. Freiburg i. Br. 2003,  (ISBN 3-936086-09-5).
- Histoires et visages d'Alsaciennes. Photographies de Martin Graf. Cabédita 2005, Morges  (ISBN 2-88295-448-4).
- "Regards d'Allemagne: D'"Ainsi soit-elle" aux "Vaisseaux du cœur" in: "Ainsi soient-elles. Autour de Benoîte Groult". Actes du colloque tenu à la société des Gens de lettres en juin 2000. Grasset & Fasquelle, Paris 2003.
- La Mer et les femmes. Photographies de Katharina Mayer. Gerstenberg La Joie de lire, Hildesheim 2004,  (ISBN 2-88258-296-X)
- mit Renate Wurms: Das Weiberlexikon. Von Abenteuer bis Zyklus. 5. Auflage. PapyRossa, Köln 2006,  (ISBN 3-89438-333-X)  (EA 1985 unter dem Titel: Kleines Weiberlexikon).
- Vilipendée à l'ouest, encensée à l'est? Autour de la réception de Clara Zetkin à l'occasion de son 150e anniversaire, in: Allemagne d'aujourd'hui, 2007, S. 148–152.  (ISSN 0002-5712)
- Femmes et Montagnes. Photographies de Katharina Mayer. Éditions Slatkine Genève 2006,  (ISBN 2-8321-0240-9).
- Femmes du désert. Photographies de Thomas A. Schmidt. Slatkine, Genève 2011,  (ISBN 2-8321-0453-3).

### Éditions
- Brot & Rosen. Geschichte und Perspektive der demokratischen Frauenbewegung. Marxistische Blätter, Frankfurt am Main 1979,  (ISBN 3-88012-570-8).
- Frauenbewegung und revolutionäre Arbeiterbewegung. Texte zur Frauenemanzipation in Deutschland uun in der BRD von 1848–1980. Marxistische Blätter, Frankfurt am Main 1981.
- Frauenzimmer im Haus Europa (Neue kleine Bibliothek. Band 19). PapyRossa, Köln 1991,  (ISBN 3-89438-025-X)
- Namibia. Frauen mischen sich ein. Orlanda Frauenverlag. Berlin 1993,  (ISBN 3-922166-85-7)
- mit Marieluise Christadler: Bewegte Jahre. Frankreichs Frauen (Zebulon Spezial). Zebulon, Düsseldorf 1994,  (ISBN 3-928679-21-X)
- Baskenland. Frauengeschichten, Frauengesichter. Illustriert von Mundo Cal. Dietz, Berlin 2000,  (ISBN 3-320-01985-6)
- Geschichte der deutschen Frauenbewegung. 7. Auflage. PapyRossa, Köln 2001,  (ISBN 3-89438-084-5) (EA Köln 1982)
- Simone de Beauvoir. Orange-Press, Freiburg i Br. 2003,  (ISBN 3-936086-09-5)
- Am Meer. Erzählungen und Gedichte (Blue Notes. Band 18). Édition Ebersbach, Berlin 2004,  (ISBN 3-934703-71-2)
- Sehnsucht nach den Bergen. Schriftstellerinnen im Gebirge. AvivA, Berlin 2008,  (ISBN 978-3-932338-33-5)
- mit Hermann Unterhinninghofen : Adélaïde Hautval, Medizin gegen die Menschlichkeit. Dietz, Berlin 2008,  (ISBN 978-3-320-02154-2)
- Durch den Sand. Schriftstellerinnen in der Wüste. AvivA, Berlin 2010,  (ISBN 978-3-932338-41-0)
- Clara Zetkin oder : Dort kämpfen, wo das Leben ist. Dietz, Berlin 2007,  (ISBN 978-3-320-02096-5)
- Flora Tristan oder : Der Traum vom feministischen Sozialismus. Dietz, Berlin 2013,  (ISBN 978-3-320-02293-8)
- Oradour - Geschichte eines Massakers/Histoire d'un massacre, Photographies de Martin Graf. PapyRossa, Köln 2014,  (ISBN 978-3-89438-5545)
- Natzweiler-Struthof : Un camp  nazi en France/ Ein deutsches KZ in Frankreich. Photographies de Martin Graf. PapyRossa Verlag Köln 2015,  (ISBN 978-3-89438-597-2)

### Traductions
- Marie de Gournay : Égalité des hommes et des femmes. 1622. Côté Femmes Éditions, Paris 1989,  (ISBN 2907883-09-7) (EA Paris 1622). 
  - Zur Gleichheit von Frauen und Männern (Philosophinnen. Band 6). Ein-Fach, Aachen 1997.
- Gilbert Badia : Clara Zetkin. Féministe sans frontière.
  - Clara Zetkin. Eine neue Biographie. Dietz, Berlin 1994,  (ISBN 3-320-01834-5).